# Jimmy Hogan
James "Jimmy" Hogan (Lancashire, 16 de outubro de 1882 - 30 de janeiro de 1974) foi um futebolista e treinador inglês. 

## Carreira
Jimmy Hogan nasceu em 1882 e cresceu numa família católica irlandesa em Lancashire. Estudou no St Mary Magdalene RC School, em Gannow. Treinou a Seleção Holandesa de Futebol, além da equipe da Áustria medalha de prata, nos Jogos Olímpicos de 1936, em Berlim.

## Ligações Externas
- Traitor or Patriot: Jimmy Hogan
- Jimmy Hogan: The Englishman who inspired the Magical Magyars (BBC Sport)